# Aleiodes autographae
Aleiodes autographae är en stekelart som först beskrevs av Henry Lorenz Viereck 1910.  Aleiodes autographae ingår i släktet Aleiodes och familjen bracksteklar. Inga underarter finns listade i Catalogue of Life.